# Archaïsche periode (Meso-Amerika)
De archaïsche periode in Meso-Amerika is een periode in de Meso-Amerikaanse chronologie die begint rond 8000 v.Chr. en eindigt rond 2000 v.Chr. en die over het algemeen wordt onderverdeeld in de vroege, midden- en laat-archaïsche periodes. Deze periode wordt voorafgegaan door de lithische periode in Meso-Amerika en gevolgd door de formatieve periode in Meso-Amerika. 
Het is moeilijk precies te bepalen wanneer de lithische periode eindigt en de archaïsche periode begint, maar het wordt over het algemeen in verband gebracht met het veranderende klimaat in verband met de overgang van het Pleistoceen naar het Holoceen, en de afwezigheid van uitgestorven dieren uit het Pleistoceen. Het is ook over het algemeen onduidelijk wanneer de archaïsche periode eindigt en de formatieve periode begint, hoewel de opkomst van aardewerk, grootschalige landbouw en dorpen de overgang aankondigen. 
De archaïsche periode wordt traditioneel gezien als een lange overgangsperiode tussen de jagers-verzamelaars van de lithische periode en de proliferatie van landbouwdorpen in de formatieve periode. Deze periode staat bekend om de domesticatie van belangrijke Meso-Amerikaanse gewassen, de ontwikkeling van de landbouw en het begin van sedentair leven. De grote ontwikkelingen in de landbouw en het sedentaire leven in deze tijd zorgden voor de opkomst van complexe samenlevingen in de regio. Deze ontwikkelingen verschilden vaak per gebied. 
De meeste vindplaatsen uit deze periode zijn niet erg goed bewaard gebleven of zichtbaar. Als gevolg daarvan zijn er niet veel archaïsche vindplaatsen geïdentificeerd, hoewel belangrijke sites als Guilá Naquitz en Colha door archeologen zijn onderzocht. De meeste bekende archaïsche vindplaatsen bevinden zich in de hooglanden van Meso-Amerika of langs de kusten, hoewel ze ook elders te vinden zijn. 

## Beginnend sedentair leven
Tijdens de archaïsche periode veranderden de Meso-Amerikaanse volkeren langzaam van nomadische jagers-verzamelaars in semi-sedentaire of sedentaire jagers en landbouwers. Op basis van onderzoek op sites aan de Golfkust van Mexico, de centrale hooglanden en de kusten, lijkt het erop dat mensen zich tussen 3000 en 1800 v.Chr. begonnen te vestigen in permanente dorpen. Deze vroege dorpen werden geassocieerd met vergankelijke bouwwerken, het bedrijven van landbouw en handel, met name de handel in obsidiaan. De verandering was geleidelijk en verschilde per regio. De vroegste voorbeelden zijn tijdelijke, seizoensgebonden onderkomens, zoals Guilá Naquitz. Guilá Naquitz is een rotsschuilplaats in de vallei van Oaxaca die tussen 8000 en 6500 v.Chr. minstens zes keer werd bewoond door een grotendeels nomadische groep. Een andere rotsschuilplaats, El Gigante in de zuidelijke hooglanden van Honduras, werd in de vroege en midden-archaïsche periodes seizoensgebonden bewoond door grotendeels mobiele volkeren. Op basis van de aanwezigheid van specifieke planten werd de rotsschuilplaats bewoond tijdens het regenseizoen van juli tot september, en daarna, in de archaïsche periode (rond 4700 v.Chr.), van mei tot oktober. 
Sommige van de vroegst bekende dorpen zijn te vinden langs de kusten, met name de kusten van Chiapas en het Caribisch gebied. Het is waarschijnlijk dat de overvloedige zee- en lagunebronnen gemakkelijk langdurige nederzettingen het hele jaar door konden ondersteunen, wat ertoe leidde dat mensen zich als eerste in deze gebieden vestigden. De schelpenheuvels in deze gebieden zijn goed zichtbaar, wat waarschijnlijk heeft geholpen bij de identificatie ervan door wetenschappers. De oudste bekende schelpenheuvel aan de kust is Cerro de las Conchas, die dateert uit de periode tussen 5500 en 3500 v.Chr. Op basis van de beperkte diversiteit aan artefacten en resten van fauna lijkt het erop dat Cerro de las Conchas een verzamel- en verwerkingssite voor zeevoedsel is geweest. Hoewel het erop lijkt dat Cerro de las Conchas slechts seizoensgebonden werd bewoond, lijkt het waarschijnlijk dat de basiskampen in het binnenland het hele jaar door bewoond werden. In het archeologische archief worden vaker permanente vindplaatsen geïdentificeerd, die dateren uit 3000 v.Chr. en later. De vindplaats Zohapilco aan het Chalcomeer in de Vallei van Mexico leverde bewijs van een bewoning het hele jaar door, vóór een vulkaanuitbarsting rond 3000 v.Chr. De vindplaats van Colha en nabijgelegen moerassen, zoals Cobweb Swamp en Pulltrouser Swamp, tonen bewijzen van permanente bewoning rond 3000 v.Chr. Actun Halal, een rotsschuilplaats in Belize, werd al bewoond tussen 2400 en 2130 v.Chr. Permanente dorpen werden later gezien in de vallei van Oaxaca, rond 2000 v.Chr., en in de vallei van Tehuacán rond 1500 v.Chr. Op basis van deze bevindingen lijkt het erop dat mensen zich eerder vestigden in gebieden met veel hulpbronnen, zoals langs de kust of bij meren, dan in semi-aride en aride omgevingen zoals de valleien van Oaxaca en Tehuacán. Naarmate de landbouw zich ontwikkelde nam de bevolking toe en breidden de nederzettingen zich uit naar meer marginale, minder aan hulpbronnen rijke gebieden.

## Ontwikkeling van de landbouw
De toenemende afhankelijkheid van gedomesticeerde planten en landbouw vond geleidelijk plaats. Vanwege de uiteenlopende omstandigheden, zoals verschillen in bodemsoorten, regenval en terrein, duurde het waarschijnlijk duizenden jaren voordat mensen in Meso-Amerika landbouwmethoden aannamen. Deze verandering in de voedselgewoonten begon na de Jonge Dryas, toen de neerslag toenam en het klimaat zich in het Holoceen stabiliseerde. De hulpbronnen waarover nomadische jagers-verzamelaars beschikten, waren waarschijnlijk veranderd door de klimaatverandering, waardoor de volkeren nieuwe manieren moesten vinden om aan voedsel te komen. Hoewel de klimaatverandering een katalysator was voor veranderingen in de voedselproductie, wordt gedacht dat de factoren die mensen ertoe aanzetten planten te domesticeren en landbouw te ontwikkelen complex en meervoudig zijn. De archaïsche volkeren maakten steeds meer gebruik van gedomesticeerde planten, maar vertrouwden nog steeds voornamelijk op het verzamelen van wilde planten en de jacht op wilde dieren. 
De vroegste vormen van tuinbouw en de eerste vormen van domesticatie waren waarschijnlijk versies waarbij men percelen in de buurt van woongebieden gebruikte om een verscheidenheid aan plantensoorten te planten en te verzorgen. Naarmate de landbouw intensiever en de domesticatie van gewassen belangrijker werd, begonnen de archaïsche volkeren zwerflandbouw te gebruiken om grote stukken land verder van de woongebieden te ontginnen. Teruggevonden stenen werktuigen, zoals afgeslagen stenen bijlen, lijken te zijn gebruikt om bomen om te hakken en te graven, wat erop duidt dat de archaïsche volkeren de bossen kapten en het land bewerkten. Paleo-ecologisch bewijs, zoals verhoogde houtskoolniveaus, verlaagde boompollenniveaus en verhoogde maïspollenniveaus, duidt erop dat maïs en andere gewassen al in 7300 v.Chr. werden verbouwd door middel van zwerflandbouw in de regio midden-Balsas en aan de Caribische kust van Mexico. Vergelijkbare bewijzen van wijdverbreide ontbossing zijn vanaf ongeveer 5200 v.Chr. aan de Golfkust en vanaf ongeveer 3500 v.Chr. in de Maya-laaglanden te zien. Langs de kust van Chiapas namen de houtskoolniveaus na 3500 v.Chr. toe en bleven hoog tot 2600 v.Chr., toen mensen de kustgebieden begonnen te verlaten, wat in verband werd gebracht met het rooien van bossen door middel van verbranding. In heel Noord-Belize blijkt uit paleo-ecologisch bewijs dat mensen vóór 3000 v.Chr. begonnen met het verbouwen van maïs en cassave, maar pas na 2400 v.Chr. begon men met het op grote schaal rooien van bossen en het opvoeren van de maïsteelt. Later in de archaïsche periode en in de formatieve periode begonnen de Meso-Amerikaanse volkeren verschillende landbouwmethoden toe te passen, zoals het aanleggen van terrassen, verhoogde akkers en wisselbouw, en maakten ze minder exclusief gebruik van zwerflandbouwmethoden. 

### Domesticatie
Meso-Amerika is een van de wereldcentra voor de onafhankelijke domesticatie van planten. Naarmate mensen sedentairder werden, werden ze steeds afhankelijker van bepaalde planten. Gespecialiseerde en intensieve foerageertechnieken, zoals het selectief verzamelen van grotere zaden om te planten en op te slaan, maakten deel uit van het domesticatieproces. De archaïsche volkeren selecteerden planten die gemakkelijk bewaard konden worden en een genetische samenstelling hadden die ze gemakkelijk konden manipuleren, zoals maïs (Zea mays), chilipepers (planten uit het geslacht Capsicum), pompoenen (Cucurbita pepo) en bonen (planten uit het geslacht Phaseolus). De teelt van gedomesticeerde planten resulteerde in een grotere en betrouwbaardere voedselvoorziening voor de archaïsche volkeren, waardoor de bevolking en de nederzettingen konden toenemen. 
Een van de belangrijkste gedomesticeerde gewassen was maïs. Maïs was een belangrijk domesticatieproduct voor de Meso-Amerikaanse volkeren omdat het zeer productief, makkelijk op te slaan en voedzaam was. Genetisch en moleculair onderzoek heeft zea geïdentificeerd als de wilde voorouder van maïs. Bovendien wijst moleculair bewijsmateriaal erop dat maïs ooit in de regio Balsas werd gedomesticeerd en zich daarna naar andere nabijgelegen regio's verspreidde. Een deel van de vroegst geïdentificeerde maïssoorten komt voor in de Hooglanden van Mexico. Twee maïskolven uit de rotsschuilplaats van Guilá Naquitz zijn met behulp van koolstofdatering gedateerd op 4300 v.Chr. Maïs verscheen rond 3000 v.Chr. langs de kust van Chiapas, waarschijnlijk verspreid door handel. Op basis van de aanwezigheid van maïspollen in de moerassen rond Colha rond 3000 v.Chr. had maïs zich tegen die tijd ook naar Noord-Belize verspreid. Maïs werd in 2600 v.Chr. ook aangetroffen in de Mirador-laagte nabij Nakbe in het noorden van Guatemala en in 2210 v.Chr. in Actun Halal in Centraal Belize. 
Net als maïs werd ook pompoen eenmalig gedomesticeerd en vervolgens via de handel verspreid, maar andere gewassen lijken meerdere malen gedomesticeerd te zijn door verschillende groepen Meso-Amerikaanse volkeren. Pompoen (Cucurbita pepo) werd rond 8000 v.Chr. gedomesticeerd, op basis van gedateerde pompoenresten die in Guilá Naquitz zijn gevonden. De fleskalebas (Lagenaria siceraria) lijkt ook rond deze tijd in hetzelfde gebied te zijn gedomesticeerd, op basis van gedateerde overblijfselen op dezelfde site. De fleskalebas was echter geen voedselbron, maar werd voornamelijk gebruikt als opslagmiddel. Bij opgravingen rond Freshwater Creek in Noord-Belize zijn stenen werktuigen uit de archaïsche periode aangetroffen met resten van verschillende soorten maïs, pompoen, bonen, cassave (Manihot esculenta) en chilipepers, wat erop duidt dat deze planten tegen die tijd al gedomesticeerd waren.

## Stenen werktuigen
De technologieën, materialen en toepassingen van stenen werktuigen werden tijdens de archaïsche periode aangepast en gediversifieerd, vooral in de noordelijke vuursteen-zone van Belize (Northern Belize Chert Bearing Zone) rond de vindplaats Colha. NBCBZ-vuursteen, ook bekend als Colha-vuursteen, is van zeer hoge kwaliteit en onderscheidt zich van vuursteen uit andere regio's. Colha-vuursteen werd een veelgebruikt en belangrijk materiaal voor stenen werktuigen vanaf ongeveer 3000 v.Chr. en bleef dat tot in de formatieve en klassieke periode. In Colha hebben archeologen speciale werkplaatsen ontdekt waar ze bijlen konden vervaardigen, wat duidt op het begin van economische specialisatie in de productie van stenen werktuigen. In de hele regio zijn ingesnoerde bijlen gevonden in dezelfde stijl als die van Colha. Deze gereedschappen werden overwegend tweezijdig bewerkt uit lokale vuursteen. Ingesnoerde bijlen waren gereedschappen voor algemeen gebruik die werden gebruikt bij het houthakken en graven, waarschijnlijk om bossen te kappen en gewassen te verbouwen. Lowe en Sawmill-punten zijn andere bifaciaal afgeslagen stenen werktuigen die overal in Meso-Amerika te vinden zijn. Deze punten werden waarschijnlijk gebruikt in speren of harpoenen om te jagen en te vissen, of als messen met een handvat. Deze stenen werktuigen werden fijn afgeslagen met behulp van verschillende technieken, zoals harde en zachte percussie, directe druk en indirecte percussie. Vrijwel alle steenbewerkingstechnieken die in latere perioden werden toegepast waren in de archaïsche periode al aanwezig en wijdverbreid. Plantaardige zetmeelkorrels die op gehouwen en geslepen stenen werktuigen zijn aangetroffen, duiden op het gebruik van werktuigen in verwerkingsplaatsen, met name in snij- en maalplaatsen. 

### Handel
Stenen werktuigen werden gebruikt om mogelijke handelsnetwerken in heel Meso-Amerika in kaart te brengen. Er is weinig bekend over de handel in de archaïsche periode, maar er zijn aanwijzingen dat er lokale handelsnetwerken bestonden en dat er mogelijk sprake was van handel over lange afstanden. Barbara Voorhies en haar collega's hebben betoogd dat de Chantuto-volkeren aan de kust van Zuid-Mexico handelden in obsidiaan. In de schelpenheuvel van Tlacuachero aan de kust van Chiapas werden 57 obsidiaanafslagen ontdekt die afkomstig lijken te zijn uit het hoogland van Guatemala. Christine Niederberger suggereerde dat sedentaire volkeren in het stroomgebied van Mexico handel dreven om buitenlandse groene obsidiaan te verkrijgen, in plaats van te reizen om het rechtstreeks bij de bron te verzamelen. Bovendien is er buiten de regio Colha-vuursteen gevonden, wat erop duidt dat er zich handelsnetwerken rond Colha-vuursteen hebben ontwikkeld. 

## Belangrijke sites

### Hooglanden

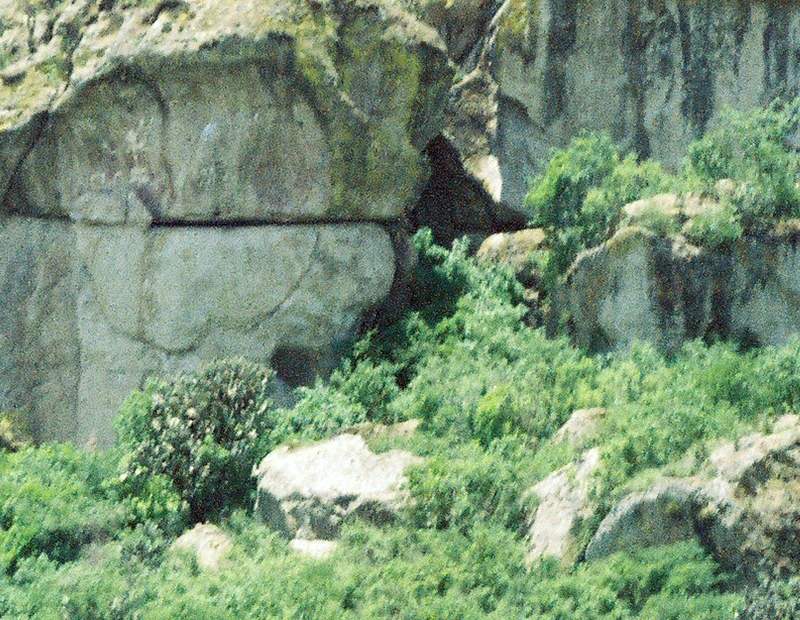
Guilá Naquitz

Veel belangrijke archaïsche vindplaatsen bevinden zich in het Hoogland van Mexico, waarschijnlijk als gevolg van het vroege uitgebreide onderzoek naar de archaïsche periode door Richard MacNeish in de vallei van Tehuacán. 
- Vallei van Tehuacán - De Tehuacán-vallei ligt ten zuidoosten van de vallei van Mexico en is al meer dan 10.000 jaar bewoond. Het gebied werd in de jaren 1960 voornamelijk onderzocht en opgegraven door Robert MacNeish en zijn collega's. Hoewel de ontdekkingen in de vallei van fundamenteel belang zijn geweest voor de studie van de Meso-Amerikaanse archaïsche periode, zijn de koolstofdateringen zeer controversieel. Omdat archeologen sceptisch staan tegenover de nauwkeurigheid van de koolstofdatering en de integriteit van de stratigrafische niveaus, zijn de in Tehuacán gevonden gegevens en artefacten vele malen opnieuw onderzocht en geanalyseerd. Een belangrijke site in de vallei is de Coxcatlan-grot. De Coxcatlan-grot bevatte 15 van de 33 onderdelen uit de archaïsche periode die in het onderzoek van MacNeish werden aangetroffen, evenals 75% van de stenen werktuigen. In de grot zijn ook kleine maïskolven en resten van pompoenen, chilipepers, bonen en fleskalebassen gevonden.
- Vallei van Oaxaca - Net als de nabijgelegen Tehuacán-vallei wordt de vallei van Oaxaca al meer dan 10.000 jaar bewoond. De archeologen Kent Flannery en Joyce Marcus hebben een groot deel van het werk op dit gebied uitgevoerd en begeleid. In de vallei bevinden zich vier belangrijke sites:

- - Guilá Naquitz - Guilá Naquitz is een rotsschuilplaats gelegen aan de noordelijke flanken van de vallei en is de oudste van de vindplaatsen. De site werd in 1966 opgegraven en is de best gedocumenteerde site in de vallei. Het werd zes keer tijdelijk bewoond in het vroeg-archaïsch tijdperk tussen 8000 en 6500 v.Chr. De vondsten omvatten 1716 stukken afgeslagen steen, evenals enkele van de vroegst bekende resten van gedomesticeerde maïs, pompoen en fleskalebas.
  - Gheo-shih - Gheo-Shih is een grote (1,5 hectare) openlucht-site op de uiterwaarden van de Mitla-rivier, ten zuiden van de Guilá Naquitz-site. De site werd bewoond in het midden-archaïsch tijdperk, van ongeveer 5000 tot 4000 v.Chr. De site staat bekend om zijn grote verscheidenheid aan stenen artefacten, waaronder werktuigen van geslepen steen, projectielpunten, slachtgereedschappen en geboorde stenen hangers. Er zijn ook cirkelvormige rotsformaties waarvan sommigen hebben gesuggereerd dat het huizen zouden kunnen zijn geweest, en twee parallelle rijen stenen waarvan men denkt dat het een dansveld, een balveld of een weg is geweest.
  - De Martínez-rotsschuilplaats
  - Cueva Blanca

- Zohalpico - Zohalpico is een site aan de rand van het Chalcomeer in de Vallei van Mexico. De site werd in de jaren 1960 en 1970 opgegraven door Christine Niederberger. De bewoners leefden er het hele jaar door en gebruikten wilde planten en dieren, evenals gedomesticeerde maïs en amarant. De site werd tijdens een vulkaanuitbarsting rond 3000 v.Chr. bedekt met as en werd vervolgens binnen een eeuw weer bewoond. Na de vulkaanuitbarsting nam de pollendichtheid van maïs driemaal toe en verschenen bonen, kalebassen en pompoenen in de bodemarchieven.
- Santa Marta-grot - De Santa Marta-grot is een vindplaats in de hooglanden van Chiapas in Mexico. De site werd in 1959 opgegraven door Richard MacNeish en Fredrick Peterson en vervolgens in de jaren zeventig door het Mexicaanse Nationaal Instituut voor Antropologie en Geschiedenis. De plek werd tot 3500 v.Chr. bewoond door jagers-verzamelaars, waarna het werd verlaten totdat het rond 1300 v.Chr. weer werd bewoond door boeren. De vindplaats bevat teosinte en cacaopollen, evenals werktuigen van geslepen steen.
- El Gigante - De rotsschuilplaats El Gigante ligt in de zuidelijke hooglanden van Honduras en bevat uitstekend bewaard gebleven organisch materiaal. Het werd seizoensgebonden bewoond en heeft opslagputten. Het werd opgegraven in 2000 en 2001 en bevat resten van wilde planten en dieren, evenals gedomesticeerde pompoenen, maar geen maïs.

### Laaglanden
- Kust van Chiapas - Zes grote schelpenheuvels op de kustvlakte behoren tot de oudste vindplaatsen in de regio. Het gebied is grotendeels opgegraven en onderzocht door Barbara Voorhies.

- - Cerro de las Conchas - Cerro de las Conchas is de oudste van de schelpheuvels van Chiapas, daterend tussen 5500 en 3500 v.Chr. Het is 3,5 m hoog en 100 m in diameter en ligt aan de rand van de mangrove-estuarium van El Hueyate. Het werd periodiek gebruikt als plaats voor het verzamelen en verwerken van mariene hulpbronnen, met name mosselen en garnalen.
  - Tlacuachero - Tlacuachero is ook een schelpenheuvel die seizoensgebonden werd bewoond om mariene hulpbronnen te verzamelen en te verwerken, zoals mosselen, vissen en schildpadden. Er zijn 57 obsidiaanafslagen gevonden die afkomstig lijken te zijn uit het hoogland van Guatemala, wat suggereert dat er mogelijk handelsnetwerken waren. Op de site zijn twee graven opgegraven.

- Colha - Colha en andere nabijgelegen sites, zoals Cobweb Swamp, Pulltrouser Swamp en Freshwater Creek, bevinden zich in de Northern Belize Chert-Bearing Zone en zijn belangrijke vindplaatsen voor vuursteen die dateren uit de archaïsche periode en doorlopend tot in de formatieve en klassieke periode. De eerste permanente nederzettingen in Colha begonnen rond 3000 v.Chr. en Colha bleef in latere perioden bewoond. Als gevolg hiervan heeft Colha een van de best gedefinieerde laat-archaïsche sequenties en is het nuttig om veranderingen van de archaïsche periode naar het formatieve tijdperk te volgen.
- Actun Halal - Actun Halal is een 30 m lange rotsschuilplaats in de Macal River Valley in West-Belize. De site werd bewoond van ongeveer 2400 tot 1210 v.Chr. Er zijn ingesnoerde bijlen en bewijs van maïs- en katoenproductie gevonden.
- Xihuatoxtla-rotsschuilplaats - De Xihuatoctla-rotsschuilplaats ligt aan een zijrivier van de centrale Balsas. De site dateert uit de periode tussen 6990 en 6610 v.Chr. Archeologen hebben 251 afgeslagen stenen artefacten ontdekt, evenals hand- en maalstenen.

## Verbinding met pre-klassiek Maya
Het is over het algemeen onduidelijk wanneer de archaïsche periode eindigt en de formatieve periode begint. Er is geen duidelijk onderscheid tussen de eetgewoonten en de werktuigen van het laat-archaïsche tijdperk en het vroeg-formatieve tijdperk. Op basis van de verschijning van Maya-aardewerk op belangrijke formatieve vindplaatsen vond de overgang grofweg plaats tussen 1200 en 800 v.Chr. en verschilde ze per regio. 
Een andere kwestie is of de archaïsche volkeren in het Mayagebied dezelfde mensen waren als in het formatieve tijdperk. Er is weinig consensus over de aard, identiteit of oorsprong van de vroegste Maya's, wat nog eens wordt gecompliceerd door onenigheid over wat de Maya-cultuur inhoudt. Op basis van overeenkomsten in aardewerkstijlen, zoals dubbele lijnbreuken, vergelijkbare slibs, mageringen, en de vormen van de potten, werd eerder gedacht dat de Maya-laaglanden werden bewoond door Mixe-Zoque-sprekende mensen die migreerden vanuit de landengte van Tehuantepec. Terrence Kaufman opperde dat de laaglanden werden bevolkt door proto-Maya sprekende mensen uit de hooglanden omdat de Proto-Mayatalen zich rond 2200 v.Chr. in de hooglanden splitsten en er rond 1400 v.Chr. splintergroepen in de laaglanden verschenen. Anderen suggereren op basis van de continuïteit in de voedselgewoonten en de technologieën voor stenen werktuigen dat de archaïsche bevolking in de laaglanden aardewerktechnologieën ontwikkelde of leerde en de eerste Maya's werden. Maya-oorsprongsverhalen uit de klassieke periode beschrijven het vaststellen van de begindatum van de lange telling-kalender op een datum in de archaïsche periode (3114 v.Chr.), vergelijkbaar met de datum van het begin van de tuinbouw en domesticatie in de laaglanden, wat aangeeft dat de Maya's zelf hun oorsprong mogelijk hebben kunnen herleiden tot de archaïsche periode. 